# Sorkheh Jūb
Sorkheh Jūb (persiska: سرخه جوب) är en ort i Iran.   Den ligger i provinsen Kurdistan, i den nordvästra delen av landet, 400 km väster om huvudstaden Teheran. Sorkheh Jūb ligger 1 750 meter över havet och antalet invånare är 243.
Terrängen runt Sorkheh Jūb är huvudsakligen en högslätt. Sorkheh Jūb ligger nere i en dal.Runt Sorkheh Jūb är det ganska tätbefolkat, med 58 invånare per kvadratkilometer. Närmaste större samhälle är Dehgolān, 11,7 km sydväst om Sorkheh Jūb. Trakten runt Sorkheh Jūb består i huvudsak av gräsmarker.